# Prodontria grandis
Prodontria grandis är en skalbaggsart som beskrevs av Given 1964. Prodontria grandis ingår i släktet Prodontria och familjen Melolonthidae. Inga underarter finns listade i Catalogue of Life.